# Franz Carl Weiskopf
Franz Carl Weiskopf, noto anche con lo pseudonimo di F. W. L. Kovac (Praga, 3 aprile 1900 – Berlino, 14 settembre 1955), è stato uno scrittore e giornalista tedesco.

## Biografia
Nato da padre ebreo tedesco e madre ceca, frequentò il ginnasio Altstädter di Praga e proseguì gli studi di lingua tedesca e di storia all'Università Carolina. Nel 1919 entrò tra le file del Partito Socialdemocratico prendendo parte anche alle attività della Libera associazione degli accademici socialisti, dopodiché nel 1921 si unì a Otto Heller nel fondare il Partito Comunista di Cecoslovacchia (KSČ).
Esordì in campo letterario con la raccolta di poesie Es geht Einetrommel (1923). Tradusse dalla lingua ceca le opere dello scrittore marxista Jiří Wolker e pubblicò novelle e racconti come Die Flucht nach Frankreich e Soldat der Revolution, che nel 1929 vennero ristampati sulla rivista Die Rote Fahne. Nel frattempo divenne uno dei più importanti reporter dall'Unione Sovietica assieme a Egon Kisch, Ludwig Renn e Lili Körber e fece parte del comitato esecutivo dell'Internationalen Büros für revolutionäre Literatur (IBRL, "Uffici internazionali per la letteratura rivoluzionaria").
Nel 1928 sposò a Berlino la scrittrice Grete Weiskopf e diresse la rubrica del tabloid Berlin am Morgen fino al 1933. Nel 1931 pubblicò il suo primo romanzo intitolato Das Slavenlied. Con l'ascesa del nazionalsocialismo dovette riparare in Cecoslovacchia, dove collaborò con l'Arbeiter-Illustrierte-Zeitung e con il Neuen Deutschen Blätter, poi nel 1939 emigrò negli Stati Uniti, dove si occupò della cosiddetta "letteratura dell'esilio". Nel dopoguerra lavorò come diplomatico a Washington, Stoccolma e Pechino, per poi ritornare in Germania nel 1953, dove lavorò per la rivista Neue Deutsche Literatur al fianco di Willi Bredel.